# Olympische Sommerspiele 1984/Teilnehmer (Liberia)
| Gelbes Symbol für Goldmedaillen mit stilisierten Olympischen Ringen | Graues Symbol für Silbermedaillen mit stilisierten Olympischen Ringen | Braundes Symbol für Bronzemedaillen mit stilisierten Olympischen Ringen |
| ------------------------------------------------------------------- | --------------------------------------------------------------------- | ----------------------------------------------------------------------- |
| —                                                                   | —                                                                     | —                                                                       |

Liberia nahm an den Olympischen Sommerspielen 1984 in Los Angeles, USA, mit einer Delegation von sieben Sportlern (sechs Männer und eine Frau) teil.

## Teilnehmer nach Sportarten

### Leichtathletik
- Oliver Daniels
100 Meter: Vorläufe
4 × 100 Meter: Vorläufe

- Augustus Moulton
200 Meter: Vorläufe
4 × 100 Meter: Vorläufe

- Samuel Sarkpa
400 Meter: Vorläufe

- Nimley Twegbe
5000 Meter: Vorläufe
Marathon: DNF

- Wallace Obey
4 × 100 Meter: Vorläufe

- Hassan Tall
4 × 100 Meter: Vorläufe

- Grace Ann Dinkins
Frauen, 100 Meter: Vorläufe